# Campeonato Mundial de Bola 9
El Campeonato del Mundo de Bola 9 es un torneo anual internacional para equipos de dobles en una competencia de Eliminación directa de Pool. Se celebró por primera vez en 2006 en Gales. El evento ha sido dominado por Filipinas y China, ambas naciones ganaron el evento en tres ocasiones.

## Resultados
| Edición       | Sede            |                                          | SubCampeón | Final Resultado                         | campeón                                   |                                            | Semifinalistas | Resultado |
| 2006 Detalles | (Newport)       | Filipinas (Reyes / Bustamante)           | 13–5       | Estados Unidos (Strickland / Morris)    | Alemania (Engert / Ortmann)               | Vietnam (Nguyen Thanh Nam / Luong)         |                |           |
| 2007 Detalles | (Róterdam)      | China (Li He-wen / Fu Jian-bo)           | 11–10      | Finlandia (Immonen / Juva)              | Japón (Satoshi Kawabata / Naoyuki Oi)     | Canadá (Martel / Montal)                   |                |           |
| 2008 Detalles | (Róterdam)      | Estados Unidos (Morris / Van Boening)    | 11–7       | Inglaterra (Peach / Gray)               | Filipinas (Bustamante / Orcollo)          | China (Li He-wen / Fu Jian-bo)             |                |           |
| 2009 Detalles | (Ciudad Quezón) | Filipinas (Reyes / Bustamante)           | 11–9       | Alemania (Souquet / Hohmann)            | China (Li He-wen / Fu Jian-bo)            | Filipinas (Alcano / Orcollo)               |                |           |
| 2010 Detalles | (Manila)        | China (Li He-wen / Fu Jian-bo)           | 10–5       | Filipinas (Orcollo / Gómez)             | Alemania (Souquet / Ortmann)              | China Taipéi (Ko Pin-yi / Jung-lin)        |                |           |
| 2011 Detalles | (Ciudad Quezón) | Alemania (Souquet / Hohmann)             | 10–4       | Tailandia (Kanjanasri / Palajin)        | Corea del Sur (Lee Gun-jae / Hwang Young) | China Taipéi (Ko Pin-yi / Ko Ping-chung)   |                |           |
| 2012 Detalles | (Manila)        | Finlandia (Immonen / Makkonen)           | 10–8       | Polonia (Skowerski / Szewcyk)           | Estados Unidos (Van Boening / Morris)     | China Taipéi (Han En Hsu / Hsin Ting Chen) |                |           |
| 2013 Detalles | (Londres)       | Filipinas (Orcollo / Corteza)            | 10–8       | Países Bajos (Feijen / van den Berg)    | Finlandia (Immonen / Makkonen)            | China Taipéi (Ko Pin-yi / Jung-lin)        |                |           |
| 2014 Detalles | (Portsmouth)    | Inglaterra (Appleton / Boyes)            | 10–9       | Países Bajos (Feijen / van den Berg)    | Finlandia (Immonen / Makkonen)            | Austria (Ouschan / He)                     |                |           |
| 2015 Detalles | (Londres)       | China Taipéi (Ko Pin-yi / Chang Yu-lung) | 10–8       | Inglaterra (Gray / Peach)               | Japón (Oi / Kuribayashi)                  | Inglaterra (Appleton / Boyes)              |                |           |
| 2017 Detalles | (Londres)       | Austria (He / Ouschan)                   | 10–6       | Estados Unidos (Van Boening / Woodward) | China (Wu Jia-qing / Dang Jinhu)          | China Taipéi (Ko Pin-yi / Chang Yu-lung)   |                |           |
| 2018 Detalles | (Shanghai)      | China (Wu Jia-qing / Liu Haitao)         | 10–3       | Austria (He / Ouschan)                  | China Taipéi (Jung-lin / Cheng Yu-hsuan)  | China (Dejing Kong / Ming Wang)            |                |           |
| 2019 Detalles | (Leicester)     | Austria (He / Ouschan)                   | 11–3       | Filipinas (Biado / de Luna)             | Países Bajos (Bijsterbosch / Feijen)      | España (Alcaide / Sanchez)                 |                |           |
| 2021 Details  | (Milton Keynes) | Alemania (Filler / Reintjes)             | 11–7       | Gran Bretaña (Appleton / Boyes)         | Estonia (Grabe / Magi)                    | Eslovaquia (Koniar / Polách)               |                |           |
| 2022 Details  | (Brentwood)     | España (Alcaide / Sanchez Ruiz)          | 11–6       | Singapur (Yapp / Lian Han)              | China Taipéi (Pin-yi / Ping-chung)        | Estados Unidos (Van Boening / Woodward)    |                |           |
| 2023 Details  | (Lugo)          | Filipinas (Chua / Aranas)                | 7-11       | España (Javier Brotons)                 | Austria (He / Ouschan)                    | China (Wu / Wang)                          |                |           |

## Títulos por país
| País                     | Campeón                    | Subcampeón           | Semifinalista                           |
| ------------------------ | -------------------------- | -------------------- | --------------------------------------- |
| Filipinas                | 4 (2006, 2009, 2013, 2023) | 2 (2010, 2019)       | 2 (2008, 2009)                          |
| China                    | 3 (2007, 2010, 2018)       |                      | 5 (2008, 2009, 2017, 2018, 2023)        |
| Alemania                 | 2 (2011, 2021)             | 2 (2009, 2023)       | 2 (2006,2010)                           |
| Austria                  | 2 (2017,2019)              | 1 (2018)             | 2 (2014,2023)                           |
| Inglaterra / Reino Unido | 1 (2014)                   | 3 (2008, 2015, 2021) | 1 (2015)                                |
| Estados Unidos           | 1 (2008)                   | 2 (2006, 2017)       | 2 (2012, 2022)                          |
| Finlandia                | 1 (2012)                   | 1 (2007)             | 2 (2013,2014)                           |
| China Taipéi             | 1 (2015)                   |                      | 7 (2010,2011,2012,2013,2017,2018, 2022) |
| España                   | 2 (2022,2024)              |                      | 1 (2019)                                |
| Países Bajos             |                            | 2 (2013,2014)        | 1 (2019)                                |
| Tailandia                |                            | 1 (2011)             |                                         |
| Polonia                  |                            | 1 (2012)             |                                         |
| Singapur                 |                            | 1 (2022)             |                                         |
| Japón                    |                            |                      | 2 (2007,2015)                           |
| Vietnam                  |                            |                      | 1 (2006)                                |
| Canadá                   |                            |                      | 1 (2007)                                |
| Corea del Sur            |                            |                      | 1 (2011)                                |
| Estonia                  |                            |                      | 1 (2021)                                |
| Eslovaquia               |                            |                      | 1 (2021)                                |